# Stanley Peak (Georgia del Sud)
Lo Stanley Peak (54°11′S 36°55′W) è il picco montuoso centrale dei Wilckens Peaks, e raggiunge un'altitudine di 1263 m s.l.m. alla testa del Ghiacciaio Fortuna, in Georgia del Sud. Esso venne intitolato dallo UK Antarctic Place-Names Committee (UK-APC) al Tenente Comandante Ian Stanley della Royal Navy, un pilota di elicotteri che prestava servizio sull'HMS Antrim, il quale, il 22 aprile 1982, portò a termine un'operazione di soccorso in condizioni di maltempo dopo che due elicotteri si erano schiantati sul Ghiacciaio Fortuna.